# Gene Moskowitz
Gene Moskowitz (Bronx, New York, 1921. november 5. - Párizs, 1982. december 29.) amerikai filmújságíró, kritikus.

## Életpályája
New York-ban született magyarországi felmenőkkel bíró zsidó családban. Anyjától megtanulva jól beszélt magyarul.
Felsőfokú tanulmányait a második világháborút követően a Dél-Kaliforniai Egyetemen (USC), majd a párizsi Filmművészeti Tanulmányok Intézetében (IDHEC) végezte. 1949-ben lett részmunkaidős munkatársa az amerikai Variety magazin párizsi irodájának; 1957-ben ugyanott irodavezetőnek nevezték ki, mely beosztást haláláig betöltötte. A francia fővárosból látogatta az európai fesztiválokat (Cannes, Velence, Berlin, Karlovy Vary, Moszkva, Krakkó, Lorcamo...), később afrikai, indiai és kanadai rendezvényeket is, több ezer tudósítást, kritikát küldve a lapnak. Tagja volt annak a FIPESCI által delegált testületnek, amely kiválogatta a cannes-i kritikusok díjára szóba jöhető jelölteket. Írásait „Mosk” néven jegyezte. 1979-ben a Variety vezető tudósítója lett.
Páratlan filmes kultúrája, amely nyitott volt minden műfajra és áramlatra, lehetővé tette számára, hogy szakavatottan beszéljen és írjon a klasszikus néma- vagy hangosfilmek amerikai, európai, ázsiai alkotóiról. Barátjának tekinthette az indiai Satyajit Ray filmrendezőt. Ő mutatta be Serge Silberman producert Luis Buñuelnek; ebből a találkozásból születtek később olyan művek, mint az Egy szobalány naplója (1964), A burzsoázia diszkrét bája (1972), A szabadság fantomja (1974), és a A vágy titokzatos tárgya (1977).
A kiválóan dokumentált, szakmai nézőpontot tükröző írásai nagyban hozzájárultak ahhoz, hogy a hollywoodi Variety magazin megkerülhetetlenné váljon a nemzetközi filmfesztiválokat illetően, s hogy annak olvasói megismerjék az Amerikai Egyesült Államokban addig jobbára figyelmen kívül hagyott európai filmművészet értékeit. Ebben segítségére volt egykori IDHEC-tanára, Georges Sadoul, aki 1962-ben alapító tagja volt a cannes-i Kritikusok Hete szekciónak, valamint Henri Langlois a Francia Filmtár (Cinémathèque Française) alapító igazgatója. A Variety mellett együttműködött a New York Times-szal és a Herald Tribune-nal. Franciaországban elsősorban a France-Observateur, valamint a Cahiers du cinema részére írt.
1945-ben az amerikai hadsereg közkatonájaként részt vett koncentrációs táborok felszabadításában, ahol megtalálta magyar zsidó családja nyomait; többségüket elpusztították a nácik. A Le Monde nekrológja szerint „szoros kapcsolatot ápolt második hazájával, Magyarországgal, bár mélyen amerikainak érezte magát, és arra büszke is volt.” Rendszeresen ellátogatott a Magyar Játékfilmszemlére; állandó és kitüntetett figyelemmel kísérte a magyar filmművészet sorsát.
Moskowitz későn házasodott meg, Vernice Klier amerikai cirkuszi pantomimművészt vette feleségül, akitől Justine nevű fia született.
61 évesen leukémiában hunyt el a párizsi Szent Lajos kórházban.
Ő volt a narrátora Jan Němec cseh filmrendezőnek a Prágai tavaszról, majd annak eltiprására érkező szovjet harckocsik bevonulásáról forgatott Prágai oratórium (Oratorio for Prague) című alkotásának (1968), amely egyetlen hiteles dokumentumfilmként bejárta a világot. Alakja feltűnik Robert Parrish A marseille-i szerződés (1947) című krimijében, amint Pierre Salingerrel és James Jones-szal pókerezik.

## Emléke
Halála után bő egy évvel a Magyar Filmszemlét rendszeresen látogató külföldi filmkritikusok Moskowitz emlékének adózva különdíjat alapítottak, amelyet titkos szavazással ítélték oda az általuk legjobbnak talált magyar filmnek. A Gene Moskowitz-díjat 1984 és 2010 között 27 játékfilm rendezője vehette át.